# Davoser Schlitten

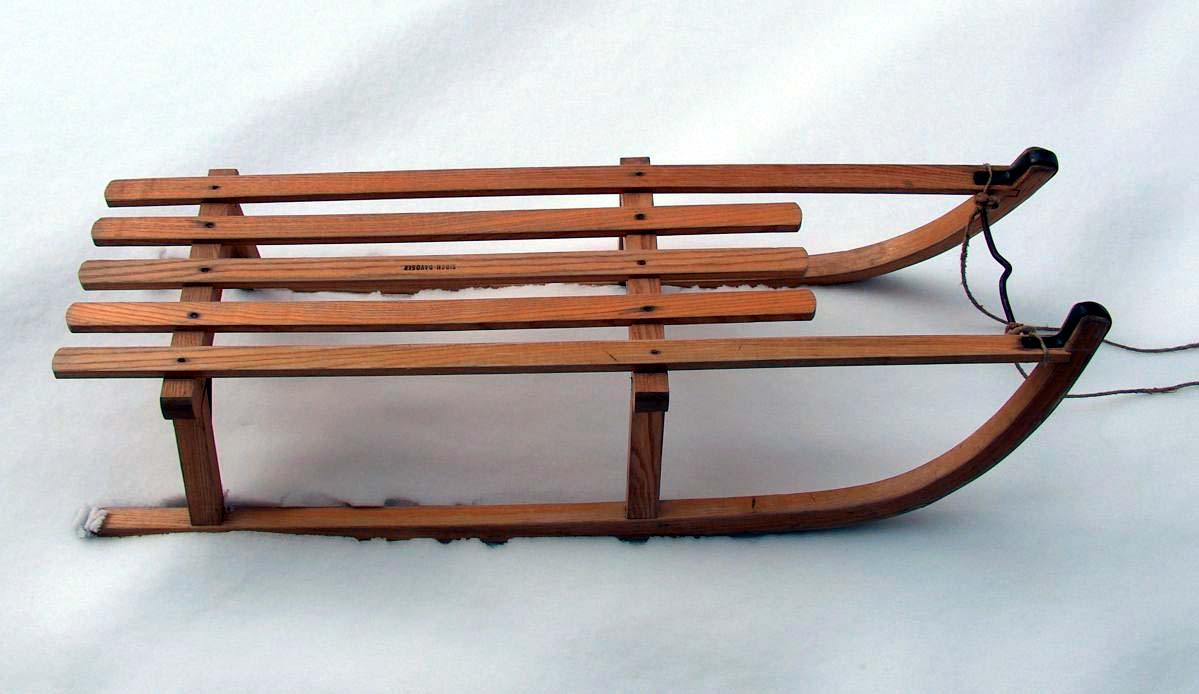
Ein Davoser Schlitten

Der Davoser Schlitten ist der meistverbreitete Schlitten in der Schweiz. Wie der Rodel ist er ein Sportgerät zur schnellen Fortbewegung im Schnee.

## Geschichte
Der Davoser Schlitten wurde im 19. Jahrhundert aus leichten norwegischen Schlitten weiterentwickelt, die damals in die Schweiz eingeführt wurden. Der Name rührt von dem ersten historisch belegten und offiziellen Schlittenrennen her, das 1883 in Davos stattfand und bei dem dieser Schlittentyp zum Einsatz kam.

## Konstruktion

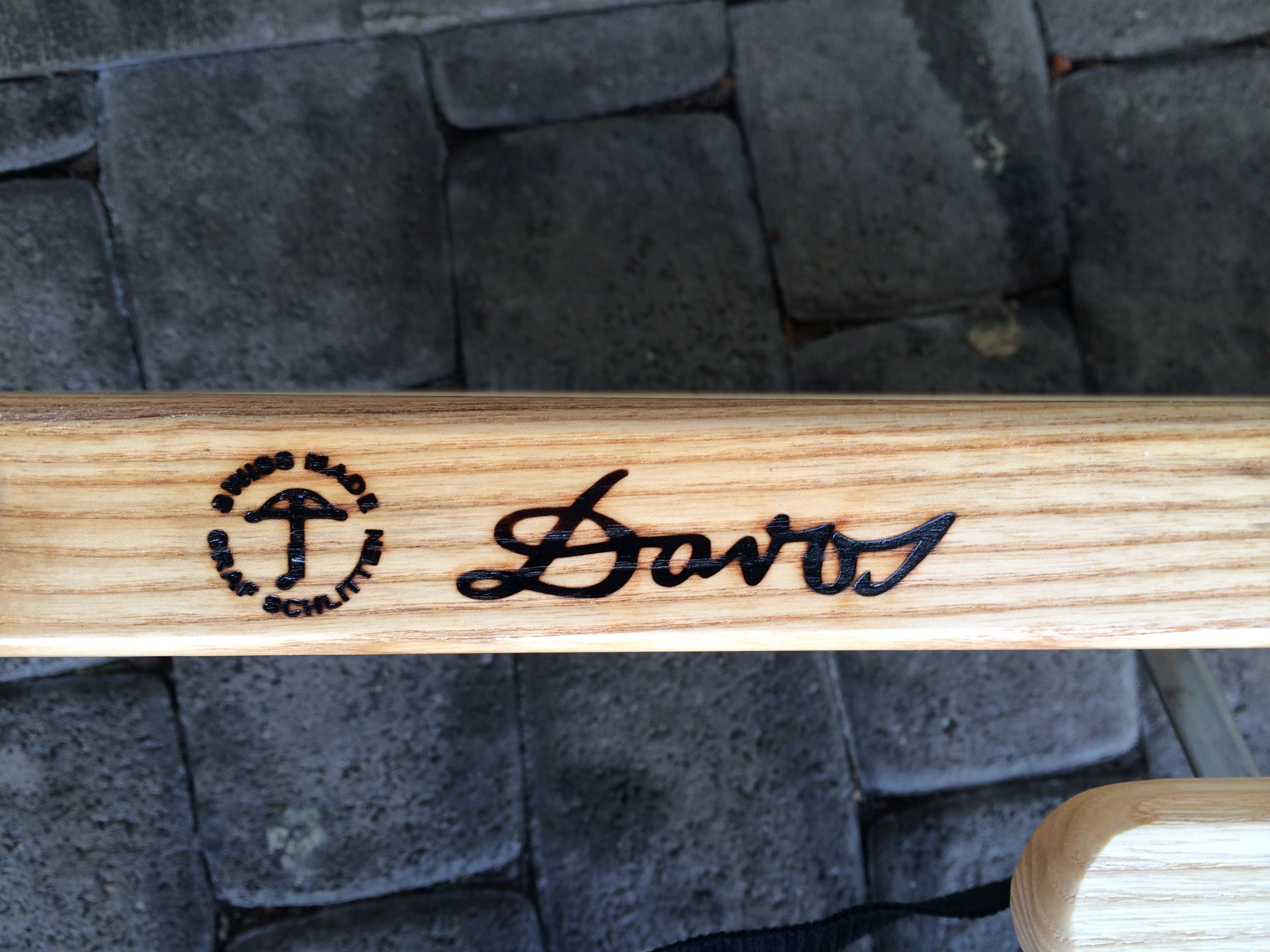
Label

Im Gegensatz zum Rodel sind beim Davoser Schlitten die beiden mit Eisen beschlagenen Kufen durch eine feste Holzkonstruktion verbunden und stehen senkrecht auf dem Boden. Der Sitz besteht ebenfalls aus Holzlatten. Die Konstruktion wird zusätzlich durch das Zugeisen stabilisiert, das die vorderen Enden der Kufen miteinander verbindet. An dem Zugeisen ist in einer Vertiefung (gegen Verrutschen) die Schlittenschnur zum Ziehen des Sportgeräts befestigt.
Traditionell ist der Davoser Schlitten aus Eschenholz gefertigt. Es gibt billigere Modelle aus Buche.
Ein Davoser Schlitten hat eine Länge von 80 bis 130 cm und kann ein bis drei Personen Platz bieten.

### Andere Modelle und Weiterentwicklungen
Andere Schweizer Holzschlittenmodelle sind der Aroser Schlitten, der Grindelwalder Schlitten, der Bergüner Schlitten, der Beckenrieder Schlitten und der Goldiwiler Schlitten.
Der Bergüner Schlitten ist im Wesentlichen ein Davoser Schlitten, der vorne mit einer runden, hölzernen Stoßstange versehen ist, wodurch er bei Kollisionen abgelenkt wird.
Beim Grindelwalder Schlitten sind die Sitzlatten unter den Querjochen befestigt. Durch den so vertieften Sitz besteht weniger Gefahr, vom Schlitten herunterzurutschen.
Beim Goldiwiler Schlitten sind die Sitzlatten ebenfalls unter den Querjochen. Zusätzlich sind hier beidseits noch zwei erhöhte Seitenlatten angebracht, was die Sitzsicherheit verbessert.

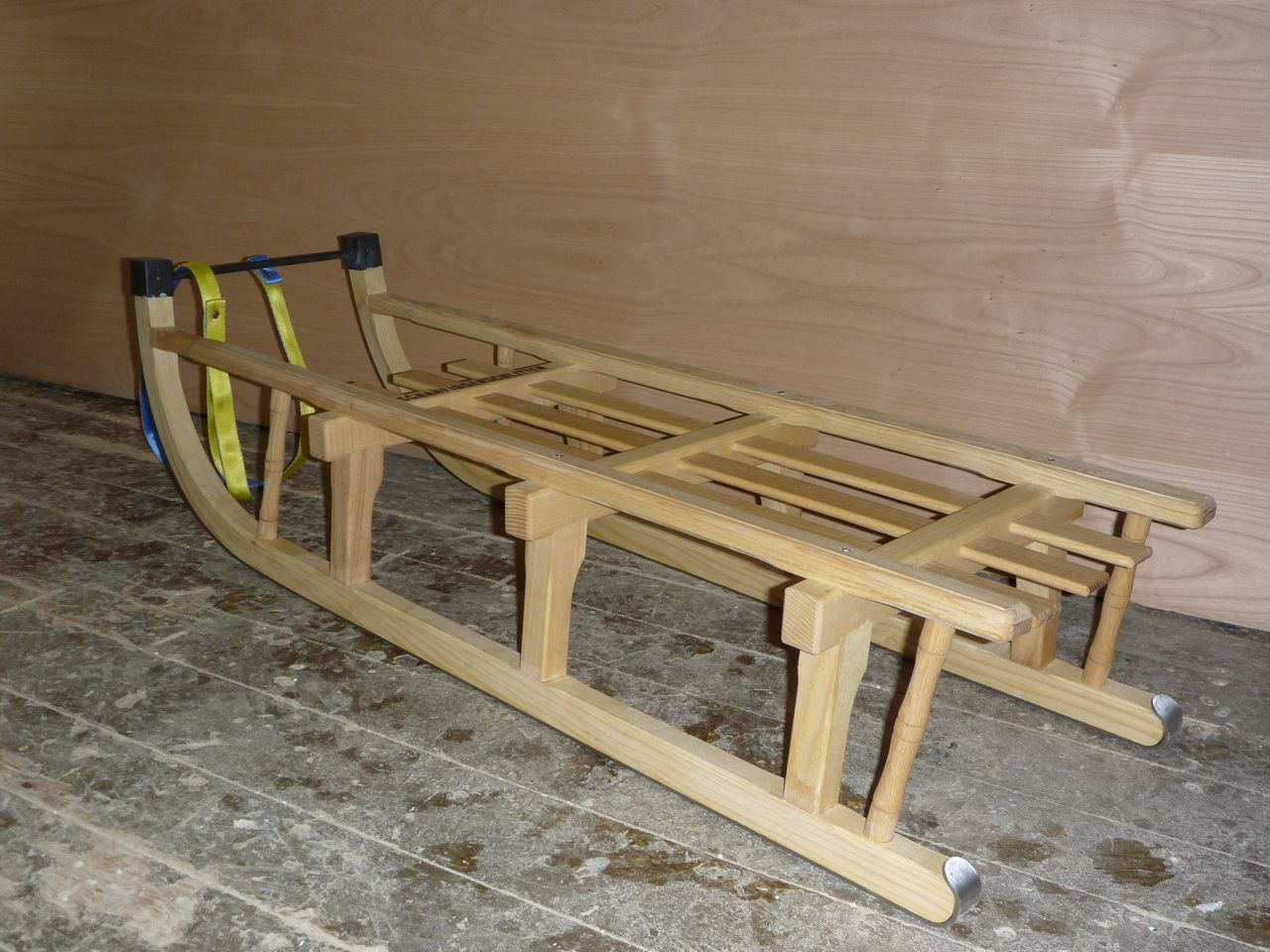
Aroser Schlitten
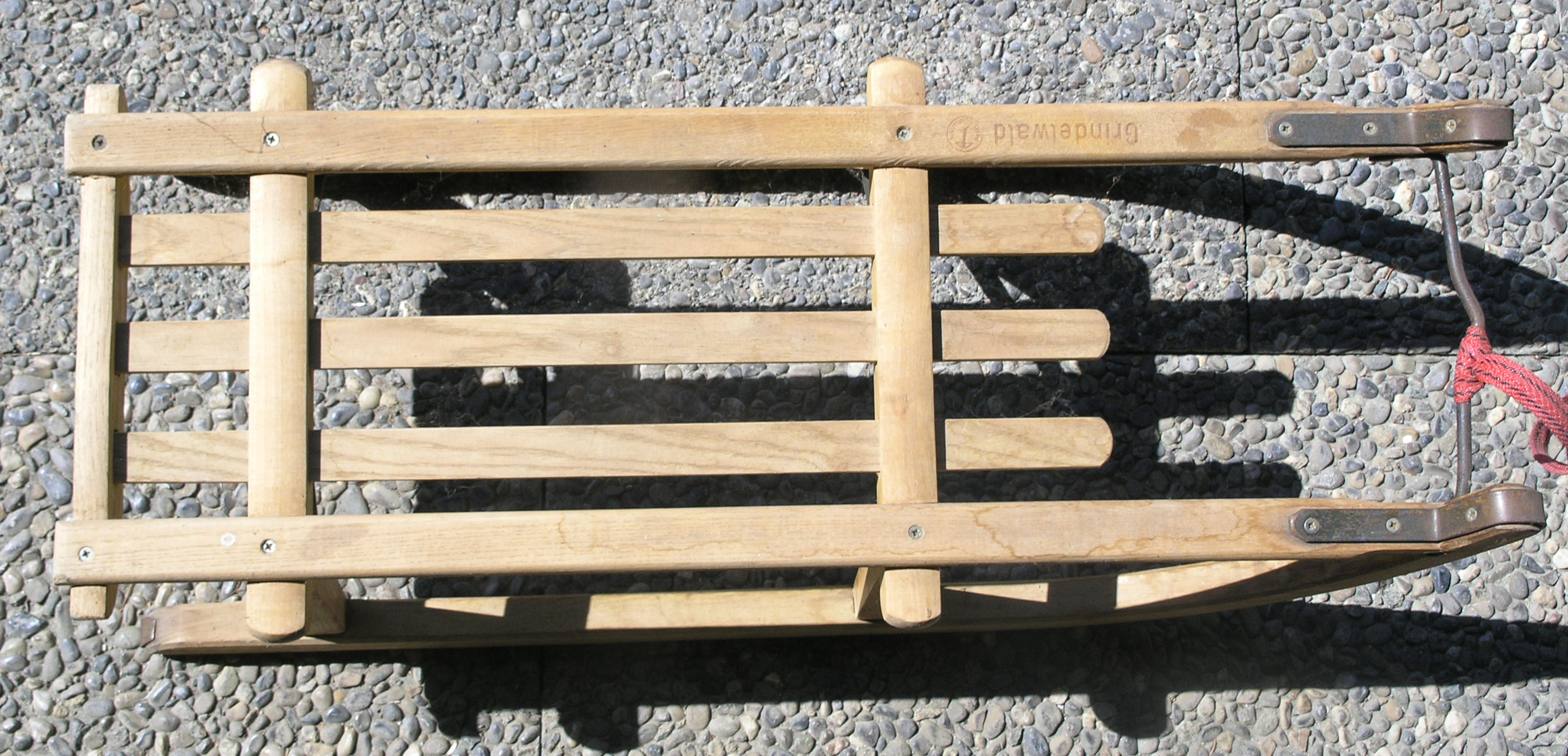
Grindelwalder Schlitten
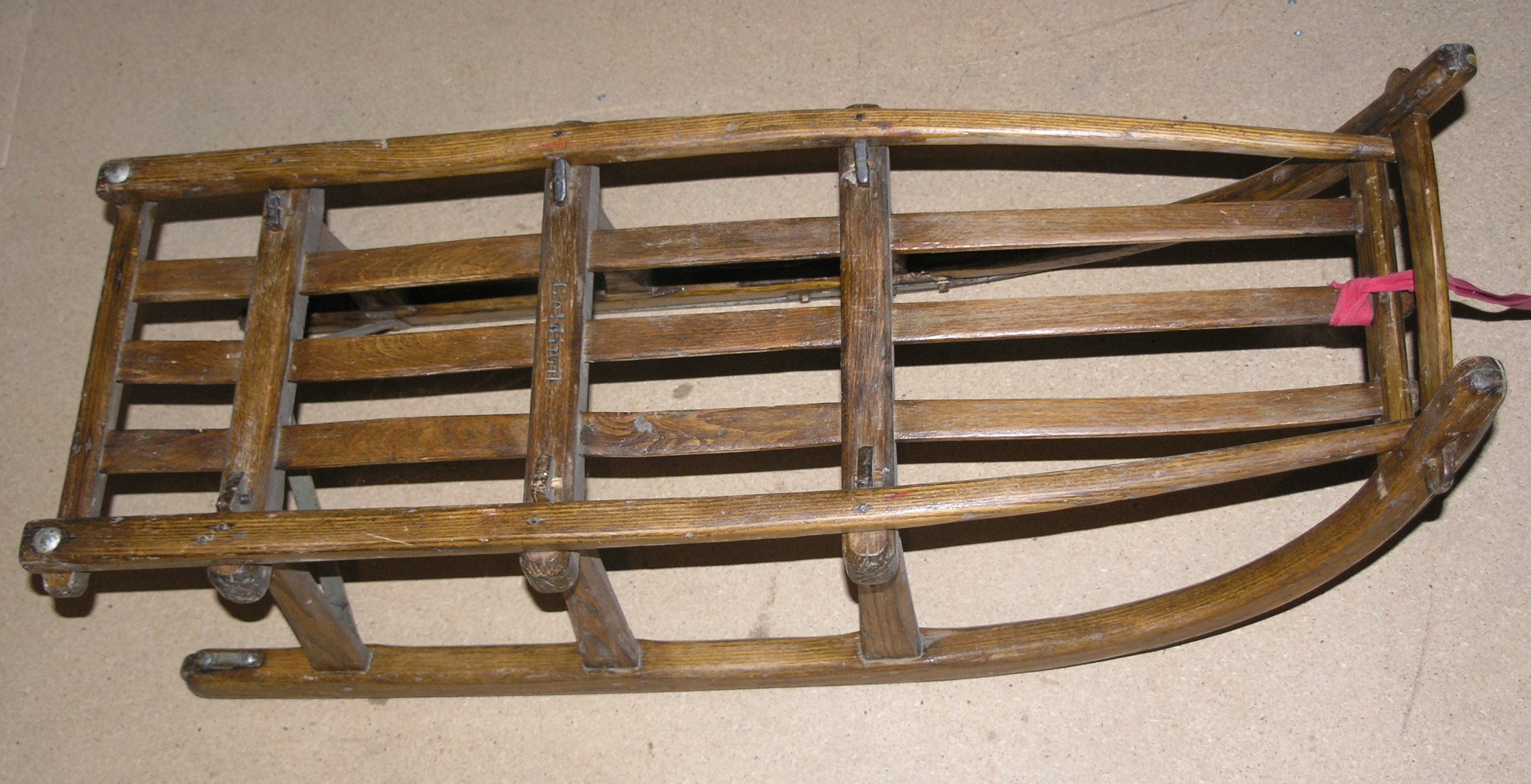
Goldiwiler Schlitten
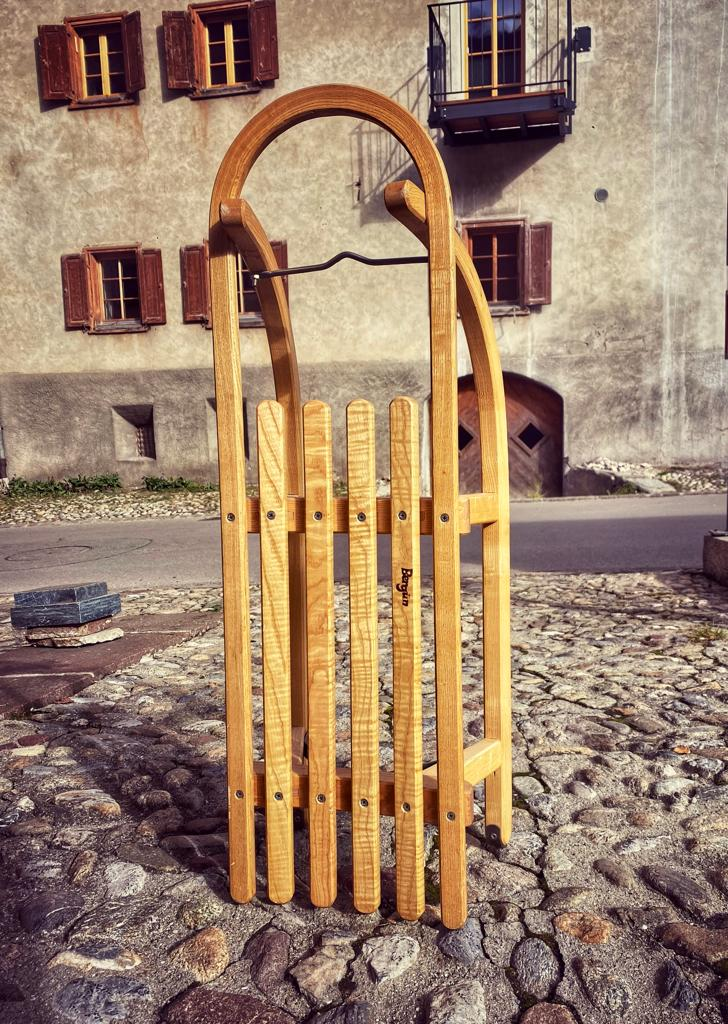
Bergüner Schlitten

## Benutzung

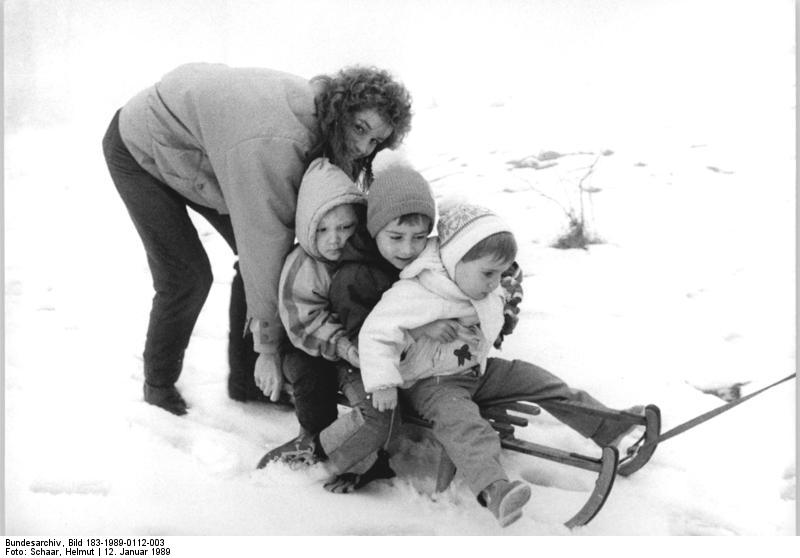
Schlittenpartie mit Kindern (1989)

Die Haltung auf einem Davoser Schlitten ist aufrechter als auf einem Rodel. Im Gegensatz zum Rodel wird beim Davoser Schlitten mit den Füssen gesteuert, indem der Fuss neben der Innenkante im Schnee aufgesetzt wird, um eine Kurvenfahrt zu bewirken. Gebremst wird ebenfalls mit den Füssen. Davoser Schlitten sind langsamer als Rodel und werden deshalb von gemütlichen Fahrern mehr geschätzt als von sportlichen.